# Artamus superciliosus
L'artamo dal sopracciglio bianco o rondine boschereccia dal sopracciglio bianco (Artamus superciliosus (Gould, 1837)) è un uccello passeriforme della famiglia Artamidae.

## Etimologia
Il nome scientifico della specie, superciliosus, deriva dal latino e significa "dotato di sopracciglio", in riferimento alla livrea di questi uccelli: il nome comune altro non è che la traduzione di quello scientifico.

## Descrizione

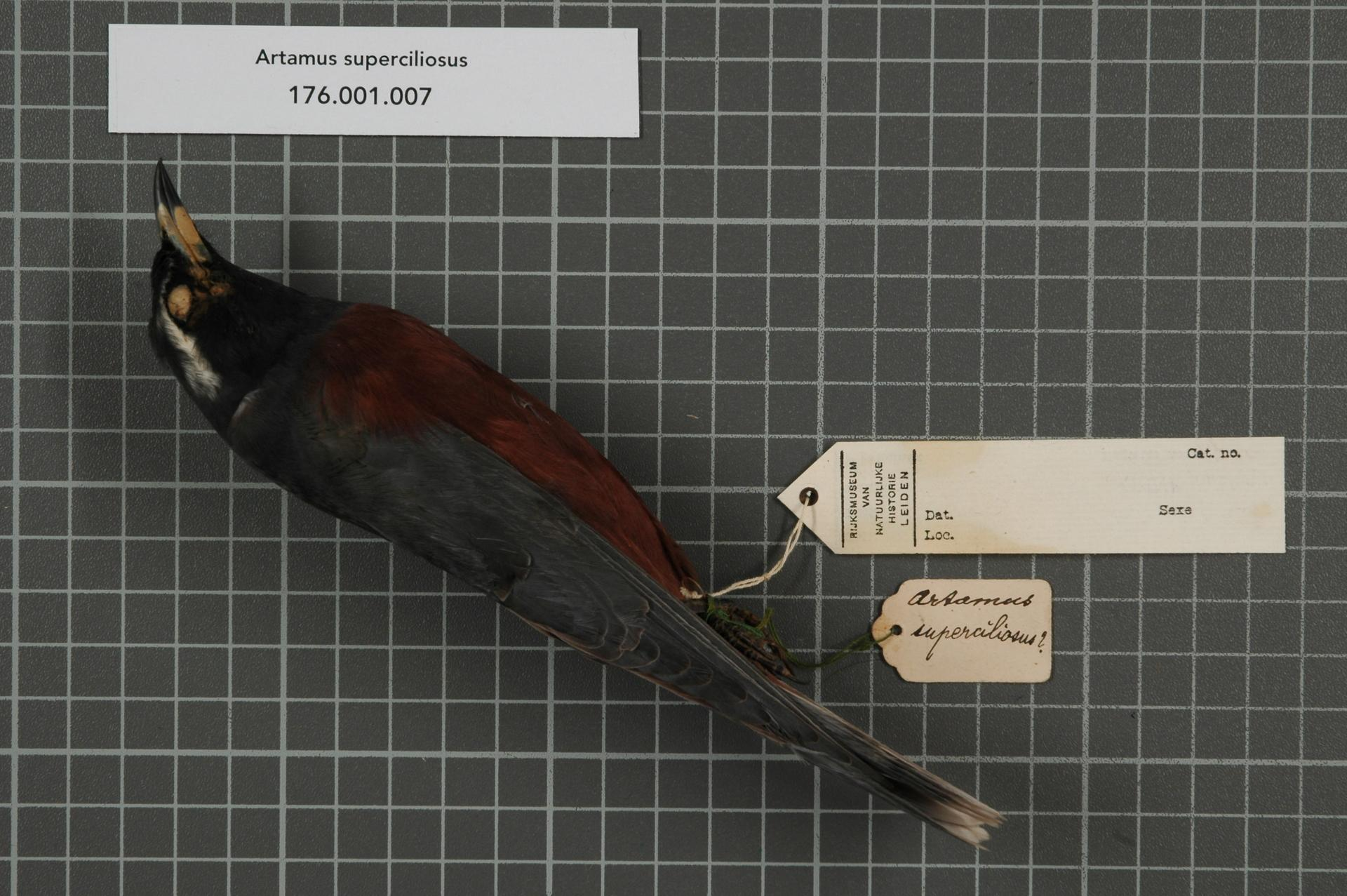
Maschio impagliato.

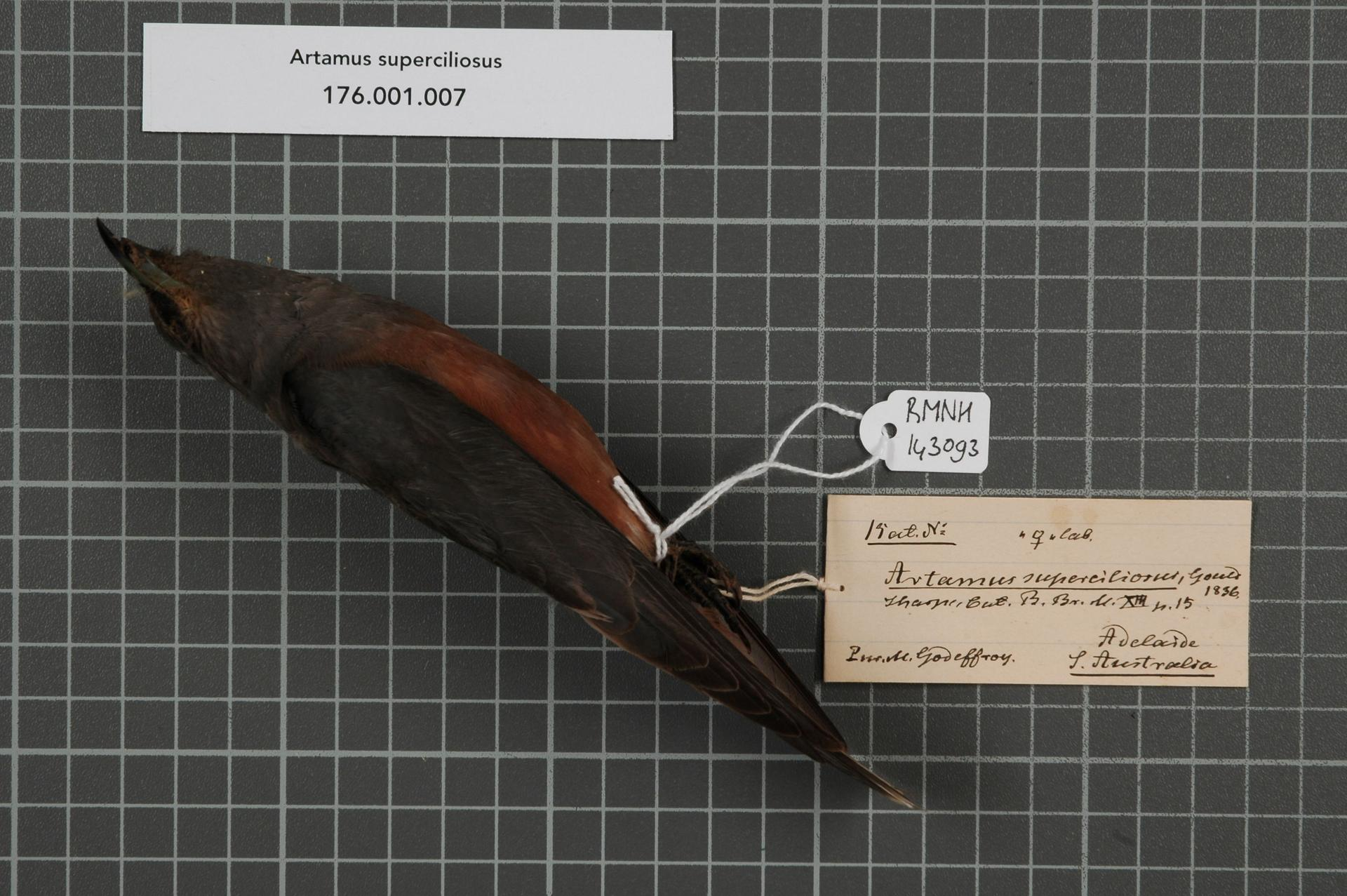
Femmina impagliata.

### Dimensioni
Misura 18–19 cm di lunghezza, per 30-41,1 g di peso.

### Aspetto
Si tratta di uccelli dall'aspetto robusto, muniti di testa appiattita, corto becco conico, lunghe ali appuntite dalla base molto larga e coda corta (sebbene più lunga rispetto alle altre rondini boscherecce) e squadrata, nonché di zampe piuttosto corte.
Il piumaggio è di colore grigio ardesia sulla testa, mentre dorso, ali e coda sono di color grigio cenere, quest'ultima con punta e superficie inferiore di colore biancastro, così come biancastra è la superficie inferiore delle ali: il petto, il ventre ed il sottocoda sono invece di colore marrone-bronzeo.

L'artamo dal sopracciglio bianco è una delle poche rondini boscherecce a presentare dimorfismo sessuale ben individuabile: il sopracciglio bianco al quale la specie deve sia il proprio nome comune che il nome scientifico, infatti, è una prerogativa dei maschi, mentre nelle femmine esso manca del tutto.
In ambedue i sessi il becco è di colore grigio-bluastro con punta nera, gli occhi sono di colore bruno scuro e le zampe sono nerastre.

## Biologia

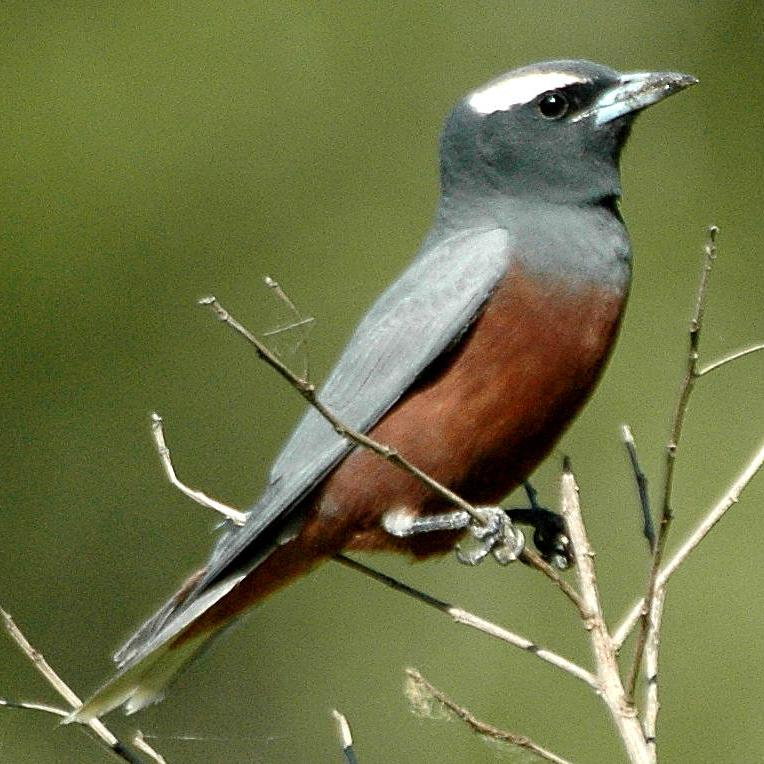
Maschio si nutre nel Queensland.

Si tratta di uccelli diurni e gregari, che passano la maggior parte della giornata in volo, spostandosi alla ricerca di cibo e acqua in stormi anche numericamente consistenti, spesso in associazione con l'affine artamo mascherato: i vari esemplari di uno stormo, spesso legati fra loro da legami di parentela in quanto figli di una singola coppia dominante, sono molto legati fra loro e si tengono in contatto costante mediante richiami cinguettanti.

Sul far della sera, gli stormi si ammassano su posatoi elevati per trascorrere la notte al riparo dalle intemperie e da eventuali predatori, non prima di aver passato del tempo a tolettarsi vicendevolmente.

### Alimentazione
Si tratta di uccelli perlopiù insettivori, che si nutrono in massima parte dei grossi insetti alati catturati in volo, scendendo su di essi in picchiata ed eventualmente spezzettandoli col forte becco prima di inghiottirli: soprattutto nella porzione più settentrionale del proprio areale questi uccelli durante l'inverno australe si nutrono anche di nettare, facilitati in questo dalla lingua setolosa.

### Riproduzione

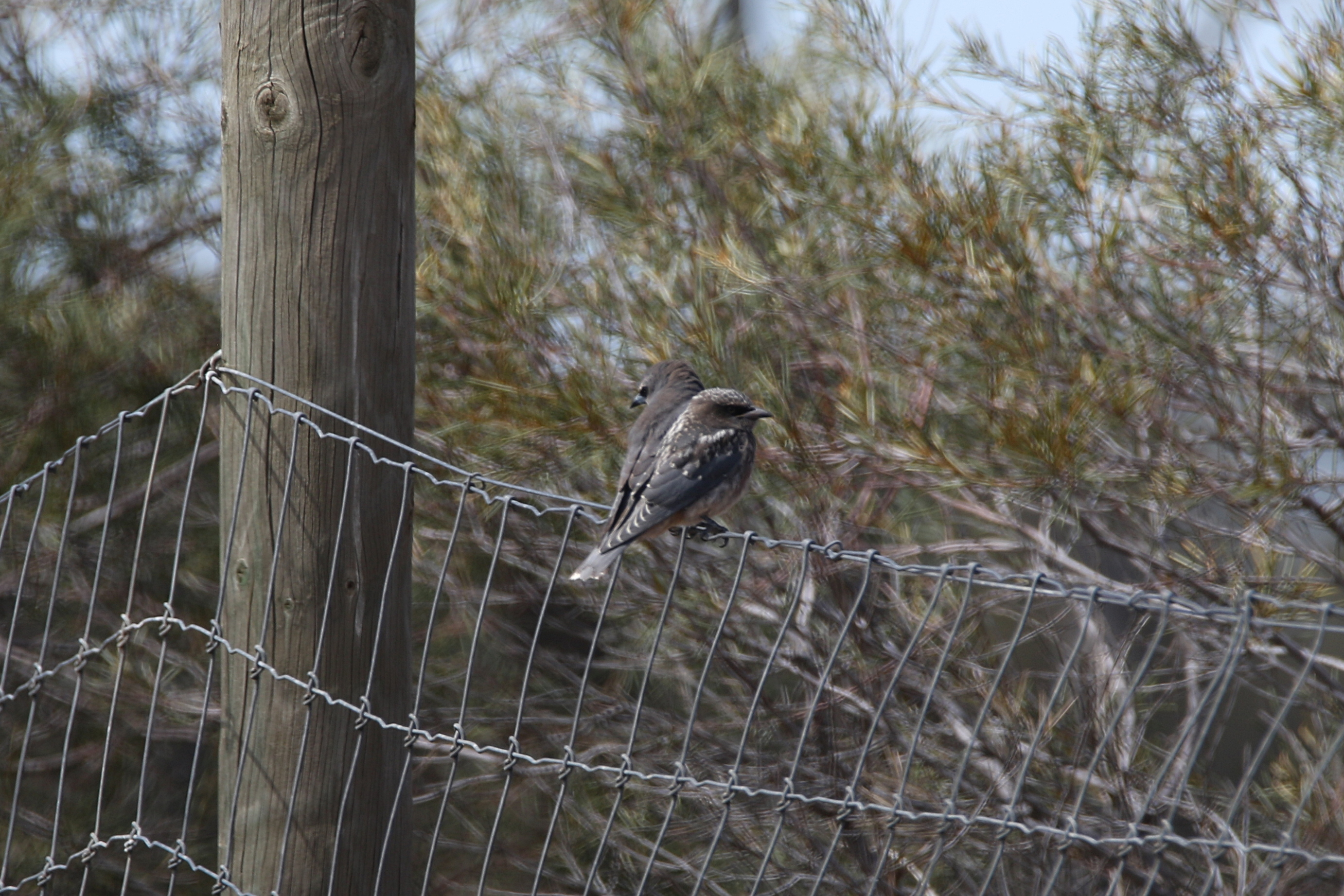
Giovane (in primo piano) e adulto nel parco nazionale Wyperfeld.

La stagione riproduttiva va da luglio a gennaio, con picchi delle schiuse fra settembre e dicembre. Si tratta di uccelli rigidamente monogami, le cui coppie divengono piuttosto territoriali durante il periodo degli amori (sebbene sia possibile osservarli nidificare in piccole colonie, coi nidi distaziati di una decina di metri gli uni dagli altri). A differenza di altre specie di rondine boschereccia, le coppie di artamo dal sopracciglio bianco non permettono ad altri membri dello stormo di collaborare nella cova e nell'allevamento della prole, ma i due partner si occupano da soli di queste incombenze.
Il nido, a forma di coppa schiacciata, viene realizzato da ambedue i partner intrecciando grossolanamente fibre vegetali: esso viene posizionato a 1–2 m dal suolo su di un ramo frondoso o una sporgenza del tronco.

Al suo interno la femmina depone 1-4 uova di colore bianco-rosato con maculatura bruno-rossiccia, particolarmente presente sul polo ottuso: i due sessi si alternano nella cova per circa due settimane e mezzo, quando schiudono pulli ciechi ed implumi. Essi vengono imbeccati e accuditi da ambedue i genitori, e sono in grado d'involarsi attorno al mese di vita, sebbene non possano dirsi completamente affrancati dal nido prima che sia passato circa un mese e mezzo dalla schiusa: in genere, i giovani non si disperdono, bensì tendono a rimanere nello stormo d'appartenenza dei genitori.

## Distribuzione e habitat

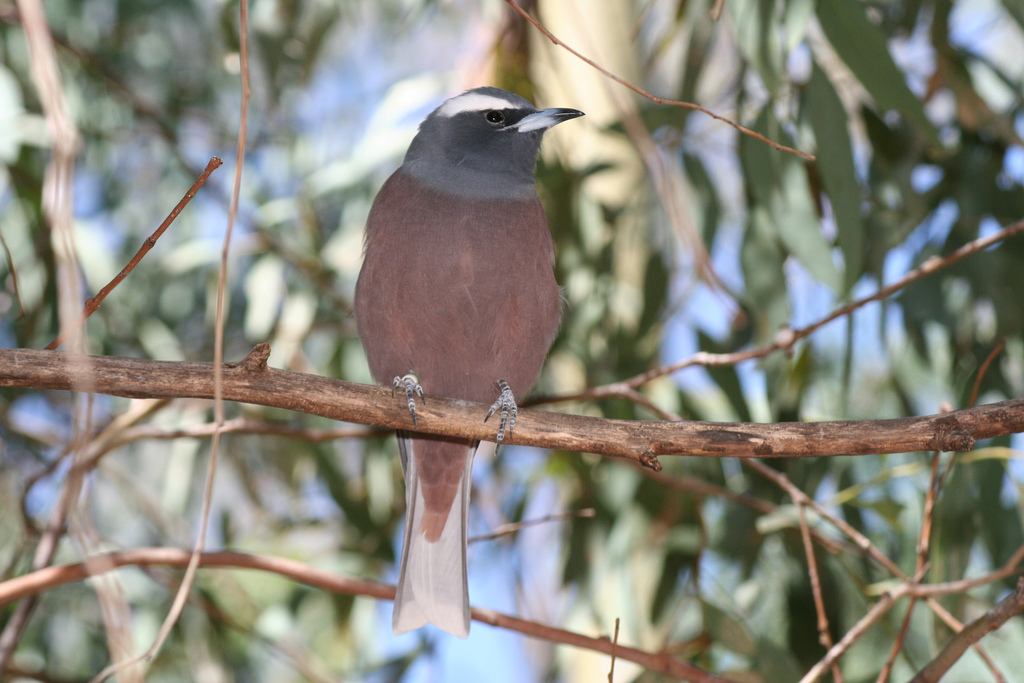
Maschio a Dubbo.

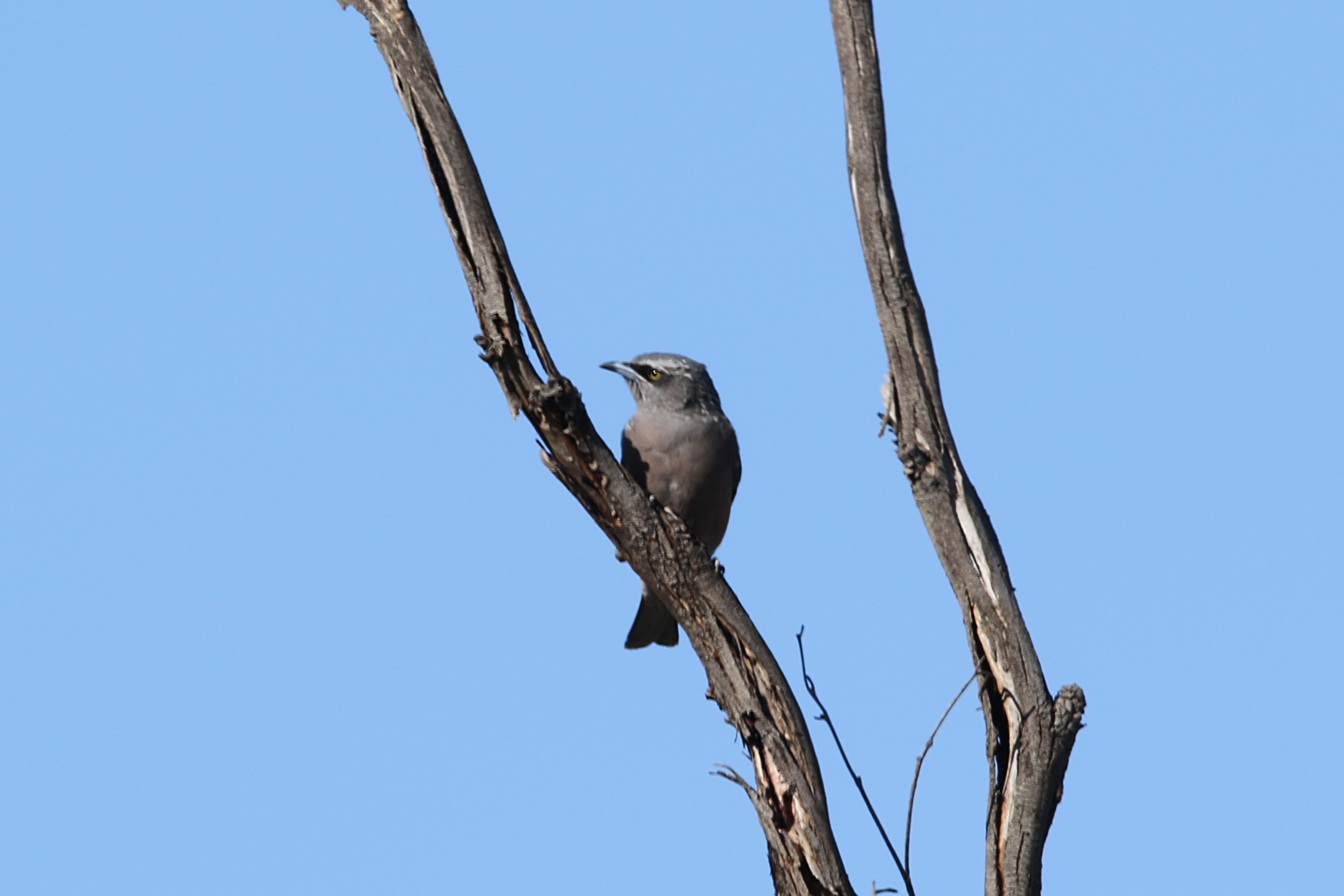
Esemplare nel Victoria.

L'artamo dal sopracciglio bianco è endemico dell'Australia, della quale popola soprattutto il bacino Murray-Darling e la parte centro-orientale ad ovest della Grande Catena Divisoria: essendo dei migratori instancabili, tuttavia, questi uccelli si spostano continuamente, salendo a nord durante l'inverno australe e spingendosi a sud per riprodursi durante l'estate, potendo essere osservati virtualmente su tutto il territorio, ad eccezione delle aree costiere della penisola di Capo York orientale, della terra di Arnhem e dell'Australia Occidentale. La specie è una visitatrice occasionale in Tasmania centro-settentrionale (dove si osserva sporadicamente anche la riproduzione) ed è stata osservata anche sull'Isola del Sud, in Nuova Zelanda.
L'habitat di questi uccelli è rappresentato dalle aree aperte aride e semiaride a copertura erbosa e cespugliosa, con presenza però di alberi isolati o di macchie alberate: questi uccelli colonizzano senza problemi anche le aree coltivate e quelle rurali, nonché i sobborghi urbani con presenza di spazi aperti (parchi, viali alberati, parcheggi).